# Веллі-Фоллс (Південна Кароліна)
Веллі-Фоллс (англ. Valley Falls) — переписна місцевість (CDP) в США, в окрузі Спартанберг штату Південна Кароліна. Населення — 8012 особи (2020).

## Географія
Веллі-Фоллс розташоване за координатами 35°0′20″ пн. ш. 81°58′8″ зх. д. / 35.00556° пн. ш. 81.96889° зх. д. (35.005590, -81.968839).  За даними Бюро перепису населення США в 2010 році переписна місцевість мала площу 13,51 км², з яких 13,42 км² — суходіл та 0,09 км² — водойми.

## Демографія
Згідно з переписом 2010 року, у переписній місцевості мешкало 6299 осіб у 2450 домогосподарствах у складі 1092 родин. Густота населення становила 466 осіб/км².  Було 2783 помешкання (206/км²).
Расовий склад населення:
| - 68,8 % — білих - 24,6 % — чорних або афроамериканців - 1,7 % — азіатів - 0,3 % — корінних американців - 3,2 % — осіб інших рас |

До двох чи більше рас належало 1,4 %. Частка іспаномовних становила 6,6 % від усіх жителів.
За віковим діапазоном населення розподілялося таким чином: 16,5 % — особи молодші 18 років, 74,3 % — особи у віці 18—64 років, 9,2 % — особи у віці 65 років та старші. Медіана віку мешканця становила 23,0 року. На 100 осіб жіночої статі у переписній місцевості припадало 77,6 чоловіків;  на 100 жінок у віці від 18 років та старших — 72,1 чоловіків також старших 18 років.
Середній дохід на одне домашнє господарство  становив 45 021 долар США (медіана — 36 955), а середній дохід на одну сім'ю — 63 066 доларів (медіана — 55 843). Медіана доходів становила 37 666 доларів для чоловіків та 31 163 долари для жінок. За межею бідності перебувало 21,5 % осіб, у тому числі 10,8 % дітей у віці до 18 років та 1,7 % осіб у віці 65 років та старших.
Цивільне працевлаштоване населення становило 2962 особи. Основні галузі зайнятості: роздрібна торгівля — 23,9 %, освіта, охорона здоров'я та соціальна допомога — 21,2 %, мистецтво, розваги та відпочинок — 16,9 %, виробництво — 13,2 %.